# Mallard
För sjöflygplanet se Grumman Mallard.

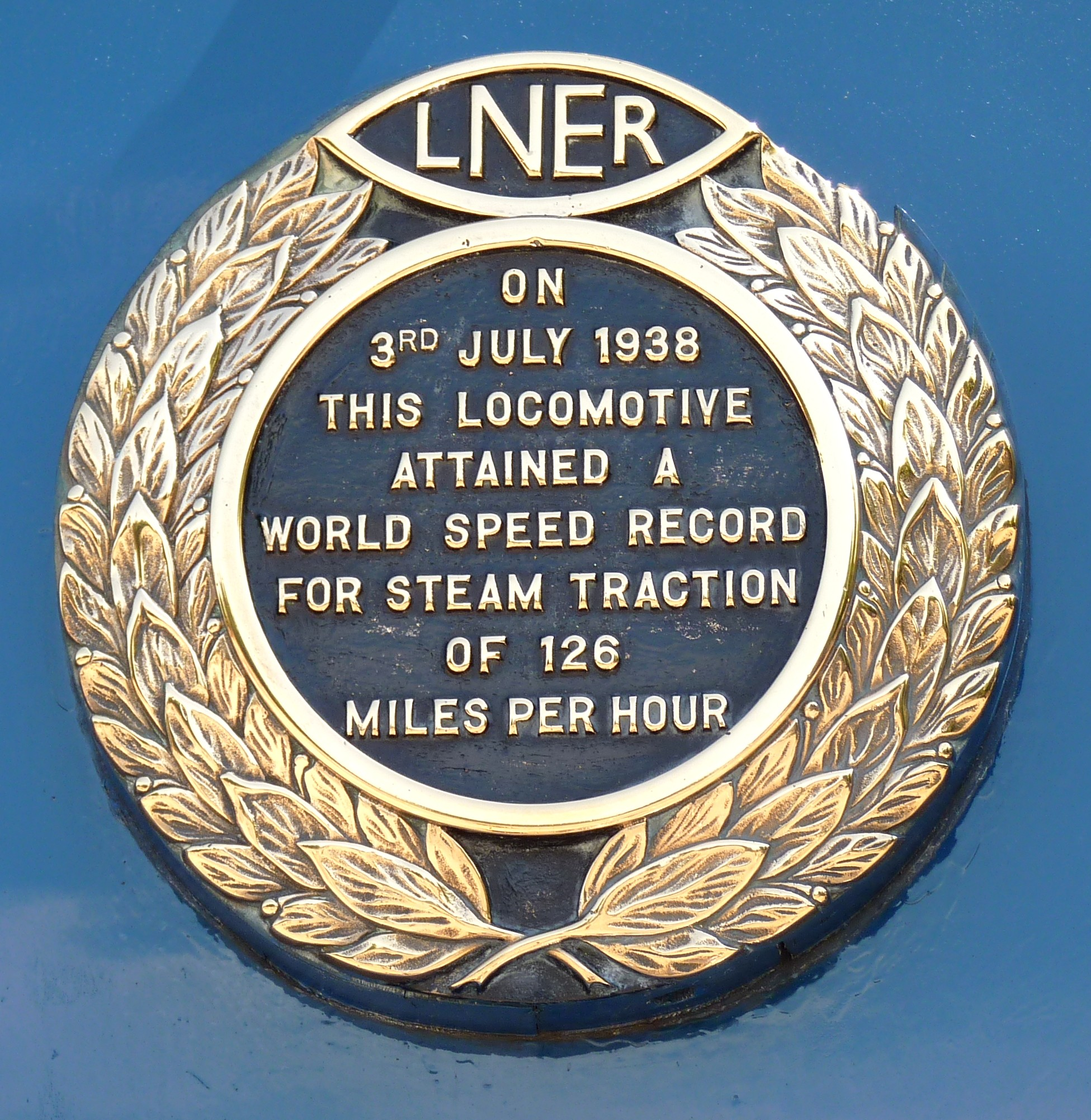
Mallards rekordplakett.

Mallard, engelsk beteckning LNER Class A4 Mallard, är ett brittiskt ånglok som år 1938 uppnådde en hastighet på 203 km/h, vilket gör det till världens genom tiderna snabbaste ånglok. Rekordet slogs den 3 juli 1938 i närheten av staden Grantham, och man slog då det tyska lokomotivet DR-Baureihe 05:s rekord på 200 kilometer i timmen. Det anses allmänt att flera amerikanska ånglok uppnått högre hastighet, men dessa rekord är av skilda anledningar inte officiella. Mallard designades av Sir Nigel Gresley och ingick i en serie på 35 lok som specialtillverkats för att kunna uppnå höga hastigheter. För detta ändamål var loken bland annat strömlinjeformade.
Mallard är det engelska namnet på fågelarten gräsand. De flesta engelska ånglok fick ett namn, vilket för många lok av typ LNER Class A4, den klass Mallard tillhörde, var namnet på en fågelart.
Mallard pensionerades 1963 efter att i många år använts på expresslinjen "The Elizabethan". Loket restaurerades på 1980-talet, och sista gången det körde för egen maskin var några specialturer 1986 och 1987. Loket står numera permanent utställt på det engelska järnvägsmuseet i York.
Av loktypen finns ytterligare fem lok bevarade. När loket fyllde 75 år 2013 återförenade man alla överlevande exemplar.